# بيرم يلديز
بيرم يلديز مواليد 1946 (بالإنجليزية: Beyram Yıldız)‏ هو عالم نبات تركي.